# Vladímir Losski
Vladímir Nikolàievitx Losski (en rus Владимир Николаевич Лосский) (8 de juny de 1903, Göttingen - 7 de febrer, de 1958, París) fou un influent teòleg ortodox rus.
Nascut a Göttingen, Alemanya, on la seva família residia temporalment. Durant la seva infantesa va viure a Sant Petersburg, on el seu pare, Nikolai Losski, era professor de filosofia. La seva família va marxar a l'exili el 1922.